# Гетто в Малече
Гетто в Ма́лече (лето 1941 — октябрь 1941) — еврейское гетто, место принудительного переселения евреев деревни Малеч Берёзовского района Брестской области и близлежащих населённых пунктов в процессе преследования и уничтожения евреев во время оккупации территории Белоруссии войсками нацистской Германии в период Второй мировой войны.

## Оккупация Малеча и создание гетто
В июне 1941 года деревня Малеч (Малец) была захвачена немецкими войсками. Реализуя нацистскую программу уничтожения евреев, немцы создавали гетто почти во всех городах и населённых пунктах Беларуси, где проживало еврейское население. Так и в Малече, вскоре после оккупации, оккупанты организовали гетто.
Нацисты приказали пометить еврейские дома звездой Давида, а каждый еврей был обязан носить на рукаве белые ленты 10 см шириной с желтой шестиконечной звездой.
Для контроля выполнения оккупационных приказов евреев Малеча заставили организовать юденрат.
Евреев облагали поборами и использовали на принудительных работах.

## Уничтожение гетто
В октябре (ноябре) 1941 года немцы начали депортацию малечских евреев в Березу.
Накануне выселения евреев Малеча разделили. Беженцев из Белостока (около 200 человек), из местечка Шерешёво и других населенных пунктов собрали в синагоге. Местных евреев согнали в христианскую школу на Пружанской улице, на краю местечка. Это разделение было проведено оккупантами, чтобы предотвратить панику и сопротивление, так как среди евреев-беженцев были свидетели «акций» (таким эвфемизмом нацисты называли организованные ими массовые убийства).
На следующий день, в воскресенье, евреев колонной погнали в Березу. В этот день были высланы все узники гетто в Малече, кроме кузнецов и евреев, оставленных жить вне гетто в соседних деревнях. На следующий день всех евреев-ремесленников и евреев, живших вне местечка, под конвоем местной полиции тоже увели в Березу, где все были убиты вместе с другими узниками Берёзовского гетто.

## Память

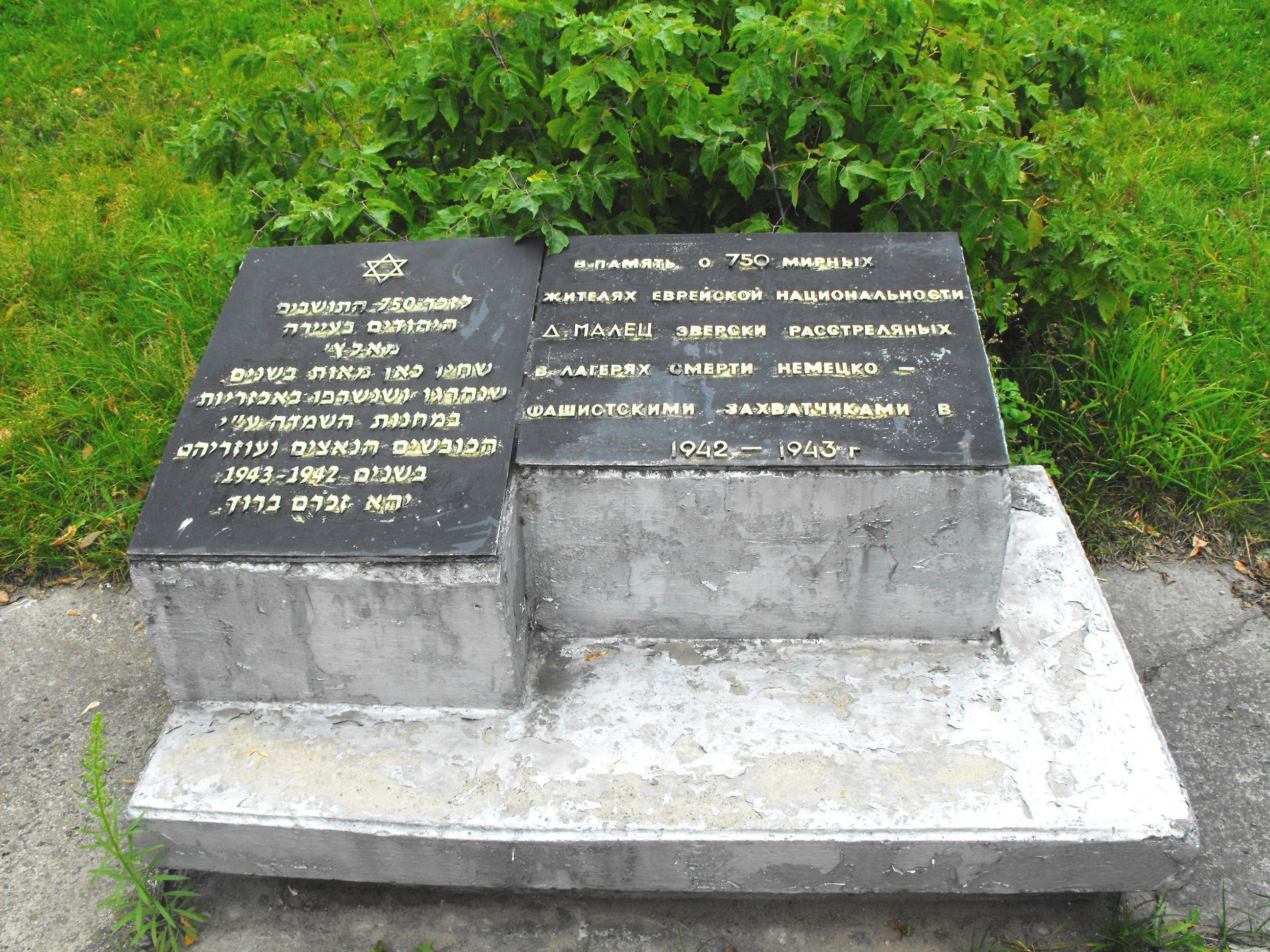
Надпись на памятнике, посвященная убитым евреям Малече

В Малече на площади Свободы установлен памятник всем мирным жителям деревни (в том числе и евреям), убитым нацистами во время оккупации в 1941—1943 годах. Памяти жертвам геноцида евреев около памятника установлена отдельная доска.